# Cryptochia neosa
Cryptochia neosa är en nattsländeart som beskrevs av Donald G. Denning 1954. Cryptochia neosa ingår i släktet Cryptochia och familjen husmasknattsländor. Inga underarter finns listade i Catalogue of Life.